# Себуанський філіппінський храм
Себуанський філіппінський храм (англ. Cebu City Philippines Temple) - 133-й діючий храм Церкви Ісуса Христа Святих Останніх Днів. Розташований у місті Себу, Філіппіни.

## Історія
Оголошення будівництво храму було 18 квітня 2006 року.
Освячення храму відбулося 13 червня 2010 року. Освятив його Даллін Х. Оукс.
У 2020 році храм у місті Себу на Філіппінах був тимчасово закритий через пандемію коронавірусу.